# Rowland Winn (1er baron St Oswald)
Rowland Winn, 1er baron St Oswald (19 février 1820 - 19 janvier 1893) est un industriel anglais et un homme politique du Parti conservateur.
Il joue un rôle déterminant dans la promotion et le développement des gisements de minerai de fer dans le nord du Lincolnshire ce qui conduit à la création de Scunthorpe comme centre national de production de fer et un promoteur clé du chemin de fer Trent, Ancholme et Grimsby.

## Biographie
Fils aîné de Charles Winn de Nostell Priory, près de Wakefield, il vit dans les années 1850 dans une autre propriété familiale, Appleby Hall près de Scunthorpe, et épouse Harriet Dumaresque. Conscient que la région a produit du fer à l'époque romaine, il cherche de la pierre de fer sur ses terres et la trouve en 1859. Il le commercialise auprès des sidérurgistes, loue des terres pour l'exploitation minière, extrait son propre minerai et encourage la construction d'usines de fer.
Pour transporter le fer et apporter le charbon nécessaire à la fusion, Winn fait campagne pour qu'un chemin de fer soit construit, ce qui exige l'adoption d'une loi du Parlement. Le chemin de fer Trent, Ancholme et Grimsby ouvre en 1866, et Winn construit également 193 maisons à New Frodingham et agrandit l'école locale. Plus tard, il finance la construction de l'école Scunthorpe Church of England et de l'église St John.
Il est député du North Lincolnshire de 1868 à 1885 et est lord junior du Trésor (whip du gouvernement) dans le deuxième gouvernement de Disraeli, de 1874 à 1880. Il est whip en chef du Parti conservateur de 1880 à 1885. Il est anobli comme baron Saint Oswald, de Nostell dans le West Riding of Yorkshire en 1885, lorsque les conservateurs reviennent au pouvoir.
Il retourne vivre au Prieuré de Nostell quand il hérite de la maison de son père en 1874, mais sa mère et ses sœurs célibataires continuent à vivre à Appleby.
Son fils Rowland (1857–1919) est député de Pontefract de 1885 à 1893. Sa fille Maud épouse le lieutenant-général Alan Montagu-Stuart-Wortley. En 1897, elle est l'une des invitées au bal costumé du jubilé de diamant de la duchesse de Devonshire. Sa fille Laura épouse Valentine Lawless, 4e baron Cloncurry, un noble irlandais,.